# Aku (Anwar)
Aku ("Io") è una poesia in indonesiano del 1943 composta da Chairil Anwar. Si tratta di uno dei componimenti più famosi dell'autore, nonché dell'intero movimento dell'Angkatan 45, i cui temi principali sono la natura individualistica e la vitalità dello stesso Anwar.

## Testo
Aku

Marzo 1943
'Ku mau tak seorang 'kan merayu

Tidak juga kau

Tak perlu sedu sedan itu

Aku ini binatang jalang

Dari kumpulannya yang terbuang

Biar peluru menembus kulitku

Aku tetap meradang menerjang

Luka dan bisa kubawa berlari

Berlari

Hingga hilang pedih perih

Dan aku akan lebih tidak peduli

Aku mau hidup seribu tahun lagi!»
non voglio che nessuno pianga

nemmeno te

Non c'è bisogno di singhiozzi

Io sono un animale selvaggio

scacciato dal gregge

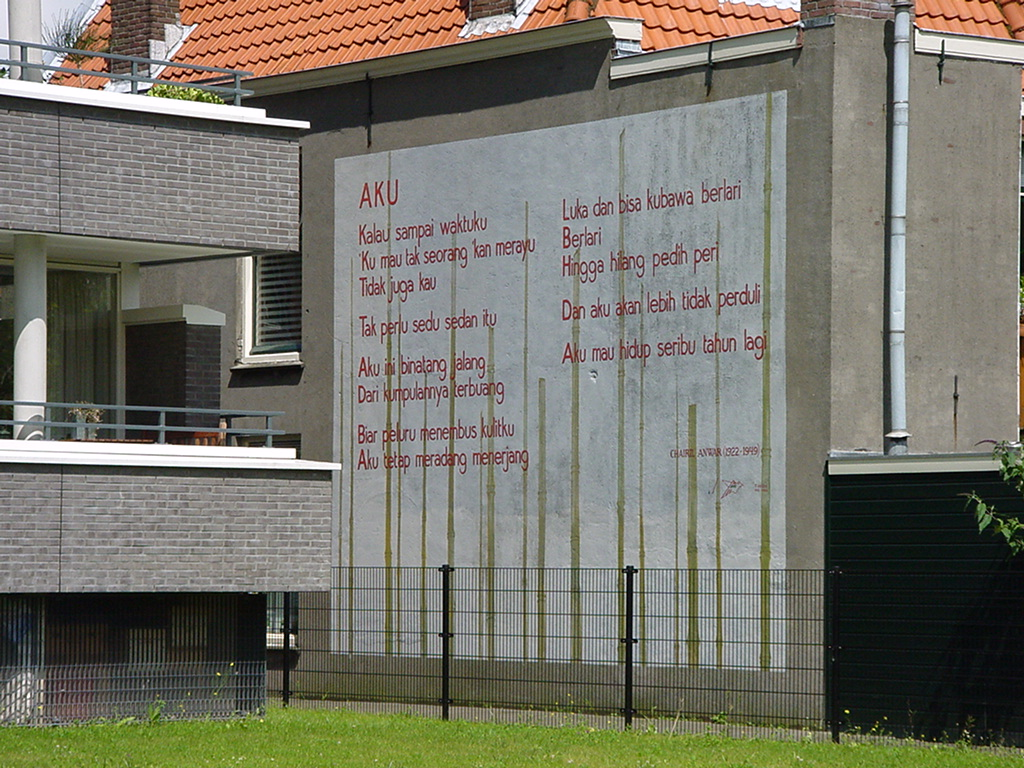
Il testo di "Aku" rappresentato in un murales nella città di Leida, Paesi Bassi

mi trapassi pure la pelle una pallottola

continuerò a infuriare e scalciare

la ferita e il veleno porterò correndo

correndo

finché si spenga il morso ed il bruciore

e non me ne curerò più

Voglio vivere ancora mille anni!»
(Traduzione di Alessandro Bausani)

## Pubblicazione
Anwar lesse per la prima volta questa poesia al Centro Culturale di Giacarta nel luglio del 1943, per poi apparire su Pemandangan con il titolo di Semangat ("Spirito"); secondo lo storico della letteratura indonesiana HB Jassin, ciò avvenne per aggirare la censura imposta dall'Impero giapponese durante l'occupazione delle Indie orientali olandesi e per promuovere al meglio la nascita del movimento indipendente di quello che verrà chiamato in seguito Angkatan 45 piuttosto che l'immagine dell'autore. Aku divenne ben presto il poema più celebrato di Anwar.
Lo scrittore indonesiano Muhammad Balfas un contemporaneo di Anwar, un certo Bung Usman, scrisse la poesia Hendak Jadi Orang Besar??? ("Così tu vuoi essere una grande persona???") in risposta alla pubblicazione di Aku: Balfas suggerisce che Usman fosse irritato dalla "vitalità e dal nuovo modo di vivere" che Anwar proponeva nella poesia.

## Analisi
Il titolo "Aku" enfatizza la natura individualistica di Anwar, mentre il titolo temporaneo "Semangat" riflette chiaramente la vitalità della sua persona. Il componimento riflette la necessità dell'autore di controllare l'ambiente in cui vive, senza venire influenzato da forze esterne che potrebbero infrangerne la purezza e la stabilità, come mostrato nelle prime due stanze: riuscendo a gestire ciò che lo circonda, Anwar riesce a proteggere meglio la sua libertà e la sua persona. La terza e la quarta stanza riprenderebbero la visione nichilista di Friedrich Nietzsche, dove solo la sofferenza rende l'uomo più forte, mentre il verso finale riflette invece l'orgoglio dell'autore per sè stesso e la propria vita, lasciando supporre infine che Anwar avesse avuto modo di leggere e apprezzare le opere di Ayn Rand e la sua filosofia dell'oggettivismo, esprimendo il proprio egoismo razionale. Arief Budiman affermò che Aku rappresenterebbe la visione del mondo secondo Anwar, dove gli altri non avrebbero dovuto interessarsi di lui, dal momento che ad egli stesso non importava degli altri.

### Simbolismo
I versi Aku ini binatang jalang dari kumpulannya yang terbuang ("Io sono un animale selvaggio scacciato dal gregge") possono essere interpretati come un'auto-descrizione di una persona che si pone costantemente come ribelle e al di fuori di ogni schema e imposizione sociale. La scelta delle parole "binatang jalan" non è casuale: si intende infatti nella lingua indonesiana indicare con questo epiteto gli animali randagi che vivono nelle città. Ciò rappresenta che "Aku", ovvero l'io della poesia (Chairil Anwar stesso), è una persona completamente incapace di seguire le regole della società stessa, vivendo ai margini della stessa pur di non esserne coinvolto; per questo, la sua vita è spesso discreditata e la sua stessa esistenza ripudiata dalle persone.